# Ichneumon molorchi
Ichneumon molorchi là một loài tò vò trong họ Ichneumonidae.